# Groupe de NGC 7213
Selon Huchra et Geller, NGC 7213, IC 5181 et IC 5201 font partie d'un trio de galaxies situé dans la constellation de la Grue. Il s'agit d'une erreur car IC 5201 est beaucoup plus près de la Voie lactée que les deux autres galaxies.
Cependant, NGC 7213 possède sans doute comme galaxie compagne LEDA 130726, située au nord-est. Sa distance de Hubble est égale à 23,36 ± 1,66 Mpc (∼76,2 millions d'al), ce qui suggère que les deux galaxies forment bien une paire réelle. Auquel cas, il y aurait possiblement un trio de galaxies, le groupe de NGC 7213, mais sans IC 5201.
La distance moyenne entre ce trio et la Voie lactée est d'environ 24,1 Mpc (∼78,6 millions d'al).

## Membres
Le tableau ci-dessous résume les caractéristiques de ces trois galaxies.
| Nom         | Class.  | Type         | α (J2000.0)    | δ (J2000.0)    | Vitesse radiale (km/s) | m               | Distance (Mpc) | Diamètre (kal) |
| ----------- | ------- | ------------ | -------------- | -------------- | ---------------------- | --------------- | -------------- | -------------- |
| NGC 7213    | SA(s)a? | Spirale      | 22h 09m 16.31s | -47° 09′ 59.8″ | 1750 ± 6               | 10,1            | 22,8 ± 1,6     | 220            |
| IC 5181     | S0^0    | Lenticulaire | 22h 13m 21.7s  | -46° 01′ 03.4″ | 1987 ± 24              | 11,60           | 26,1 ± 1,9     | 90             |
| LEDA 130726 | E       | Elliptique   | 22h 09m 24.98s | -47° 06′ 12.8″ | 1584 ± 20              | 10,717 ± 0,025A | 23,4 ± 1,7     | 26             |

A Dans l'infrarouge proche.
Le site DeepskyLog permet de trouver aisément les constellations des galaxies mentionnées dans ce tableau ou si elles ne s'y trouvent pas, l'outil du site constellation permet de le faire à l'aide des coordonnées de la galaxie. Sauf indication contraire, les données proviennent du site NASA/IPAC.